# 古尔穆罗德·哈里莫夫
古尔穆罗德·萨里莫维奇·哈里莫夫（1975年5月14日—2017年9月8日），塔吉克人，是极端伊斯兰恐怖主义组织“伊斯兰国”的一名领袖。
哈里莫夫于1993年加入塔吉克斯坦特别用途機動部隊，后被提拔为中校军衔，为塔吉克斯坦内务部的特别警察司令。2003年至2014年期间，他曾五次在美国和塔吉克斯坦参加反恐军事训练。2015年4月底失踪。5月28日，在一段“伊斯兰国”的视频中出现，声称已加入“伊斯兰国”，并号召塔吉克斯坦人参加圣战。
2016年8月，美国国防部悬赏三百万美元捉拿哈里莫夫。
2016年9月，哈里莫夫接替阿布·奥马尔·舒斯哈尼，成为“伊斯兰国”的战争部长。
2017年，伊拉克军方声称他可能死于4月14日对摩苏尔西部的一次军事打击，亦有一說死於9月8日俄羅斯軍方的空襲，但均未获得“伊斯兰国”方面和美国的证实。